# Apache Pivot
Apache Pivot ist eine Open-Source-Software, um Rich-Internet-Applikationen in Java oder einer JVM-kompatiblen Programmiersprache zu erstellen. Sie wurde unter der Apache-Lizenz Version 2.0 freigegeben. Apache Pivot wurde im Januar 2025 in der Apache Attic archiviert.
Apache-Pivot-Applikationen sind Java-Programme, die sich wahlweise als Applet in einem Browser, per Java Web Start oder direkt auf dem lokalen Rechner aufrufen lassen. Im Gegensatz zur Programmierung mit Swing oder AWT wird die Oberfläche normalerweise mit einer XML-Datei, BXML, beschrieben.
Außerdem bietet Pivot gegenüber anderer GUI-Bibliotheken wie Swing, SWT oder JavaFX mehr Oberflächenelemente. Die Komponenten unterstützen Skins und Farbschemen. Das WTK-Framework ist zudem erweiterbar, so dass weitere eigene Oberflächenelemente hinzugefügt werden können.
Neben einem externalisierten Layout über BXML kann das Layout ähnlich wie bei Swing direkt in Java erzeugt werden. Mischformen sind dabei möglich.
Apache Pivot unterstützt Scripting in einer JSR-223 kompatiblen Skriptsprache. Das Skript kann dabei entweder direkt in die BXML-Datei geschrieben oder zur Laufzeit aus einer unkompilierten Datei geladen werden. Dadurch lassen sich GUI-Elemente anpassen, auf Mausklicks reagieren und vieles mehr. Pivot ermöglicht es sogar, reine Skript-Anwendungen zu starten, ohne Umweg über eine vom Programmierer zu erstellenden Start-Klasse.
Weitere Features von Pivot sind eine komplette RIA-API um auf REST-Webservices zuzugreifen und APIs zum Verarbeiten von RSS, XML und JSON. Zudem enthält Pivot seine eigene Collections-API mit zusätzlichen Features, die die Synchronisierung der jeweiligen Collection mit WTK-Komponenten erleichtert.